# Takaharu Furukawa
Takaharu Furukawa, japonski lokostrelec, * 9. avgust 1984.
Sodeloval je na lokostrelskem delu poletnih olimpijskih igrah leta 2004, kjer je osvojil 22. mesto v individualni in 8. mesto v ekipni konkurenci. Na lokostrelskem delu poletnih olimpijskih iger leta 2008 je nastopil v posamični konkurenci in osvojil 33. mesto.
Na lokostrelskem delu poletnih olimpijskih iger leta 2012 v Londonu je v posamični konkurenci osvojil srebrno medaljo, z ekipo pa je bil uvrščen na 6. mesto.